# Sender Wiesensteig
Der Sender Wiesensteig ist ein Füllsender des Südwestrundfunks (ehemals des Süddeutschen Rundfunks) für Hörfunk. Er befindet sich oberhalb von Wiesensteig in unmittelbarer Nähe zum Albaufstieg der Bundesautobahn 8, etwa zwei Kilometer östlich der Stadtmitte. Es kommt ein freistehender Stahlbetonmast als Antennenträger zum Einsatz.
Von hier aus wird die Stadt Wiesensteig und die nahe Umgebung mit den Rundfunkprogrammen des SWR versorgt.

## Frequenzen und Programme

### Analoger Hörfunk (UKW)
Folgende Hörfunkprogramme werden vom Sender Wiesensteig auf UKW abgestrahlt:
| Frequenz (MHz) | Logo | Programm               | RDS PS   | RDS PI | Regionalisierung    | ERP (kW) | Antennendiagramm rund (ND)/gerichtet (D) | Polarisation horizontal (H)/vertikal (V) |
| -------------- | ---- | ---------------------- | -------- | ------ | ------------------- | -------- | ---------------------------------------- | ---------------------------------------- |
| 90,6           |      | SWR1 Baden-Württemberg | SWR1_BW_ | D301   | −                   | 0,01     | D (240–360°)                             | H                                        |
| 97,2           |      | SWR Kultur             | SWR_Kult | D3A2   | Baden-Württemberg   | 0,01     | D (240–360°)                             | H                                        |
| 99,3           |      | SWR3                   | __SWR3__ | D3A3   | Alb/Allgäu/Bodensee | 0,01     | D (240–360°)                             | H                                        |

### Analoges Fernsehen (PAL)
Vor der Umstellung auf DVB-T diente der Sendestandort weiterhin für analoges Fernsehen:
| Kanal | Frequenz (MHz) | Programm                        | ERP (kW) | Sendediagramm rund (ND)/ gerichtet (D) | Polarisation horizontal (H)/ vertikal (V) |
| ----- | -------------- | ------------------------------- | -------- | -------------------------------------- | ----------------------------------------- |
| 6     | 182,25         | Das Erste (SWR)                 | 0,0015   | D                                      | H                                         |
| 21    | 471,25         | ZDF                             | 0,02     | D                                      | H                                         |
| 47    | 679,25         | SWR Fernsehen Baden-Württemberg | 0,02     | D                                      | H                                         |